# Recebedores da Cruz de Cavaleiro da Cruz de Ferro: T
A Cruz de Cavaleiro da Cruz de Ferro (em alemão:  Ritterkreuz des Eisernen Kreuzes) foi a maior condecoração militar concedida pela Alemanha Nazi durante a Segunda Guerra Mundial. Era concedida a militares de todas as patentes, deste um soldado até um Marechal de Campo e por diversos motivos que incluíam os atos de bravura de um soldado em batalha, um piloto de caça por ter abatido um número significativo de aeronaves inimigas e o hábil comando das tropas durante a batalha. Os condecorados eram enaltecidos pela propaganda alemã, tendo eles recebido grande atenção por parte da publicidade. Eram vendidos, por exemplo, porta retratos com as fotos dos últimos condecorados. Eles ainda eram convidados a discursar aos trabalhadores das fábricas envolvidas no esforço de guerra.
Desde a sua primeira condecoração concedida no dia 30 de setembro de 1939, até a sua última condecoração no dia 17 de junho de 1945, ela foi entregue a 7321 soldados. O número de condecorados é baseado na análise da comissão dos Recebedores da Cruz de Cavaleiro (AKCR). Foi concedida para os três ramos da Wehrmacht: Heer (exército terrestre alemão), Luftwaffe (força aérea) e Kriegsmarine (marinha) além da Waffen-SS, Reichsarbeitsdienst (serviço de trabalho do Reich) e Volkssturm (milícia nacional). Além dos soldados alemães, a condecoração também foi concedida para 43 estrangeiros, aliados do Terceiro Reich.
Walther-Peer Fellgiebel, que foi o ex-presidente e chefe da comissão de ordem do AKCR, escreveu um livro no ano de 1986 onde listou os condecorados com a Cruz de Cavaleiro, intitulado: Die Träger des Ritterkreuzes des Eisernen Kreuzes 1939–1945 — Die Inhaber der höchsten Auszeichnung des Zweiten Weltkrieges aller Wehrmachtsteile — Os portadores da Cruz de Cavaleiro da Cruz de Ferro 1939-1945 - Os proprietários do maior prêmio da Segunda Guerra Mundial de todos os ramos da Wehrmacht. Lançou a segunda edição de seu livro no ano de 1996, onde retirou 11 condecorados da lista original. Já o autor e historiador Veit Scherzer lançou tem dúvida sobre a condecoração de 193 dos listados, a maioria destes condecorados no ano de 1945, quando os acontecimentos dos últimos dias do Terceiro Reich deixaram um número de indicações incompletas e até várias fases do processo de aprovação estavam incompletas. O livro escrito por Scherzer foi em cooperação com o Arquivo Federal da Alemanha. Este livro foi escolhido pelo professor Dr. Franz W. Seidler para a Universidade da Bundeswehr de Munique e Deutsche Dienststelle (WASt), sendo considerado como uma referência aceita nestes dois lugares.

## Criação
A Cruz de Cavaleiro da Cruz de Ferro e seus graus mais altos foram baseados em quatro diferentes decretos. O primeiro decreto Reichsgesetzblatt I S. 1573 de 1 de setembro de 1939 instituiu a Cruz de Ferro (Eisernes Kreuz) e Cruz de Cavaleiro da Cruz de Ferro e a Grande Cruz da Cruz de Ferro (Großkreuz des Eisernen Kreuzes). O segundo artigo do decreto especifica que para ser condecorado com uma classe superior deveria ser primeiramente condecorado com todas as classe precedentes. Com o progresso da guerra, alguns do condecorados foram se destacando, sendo necessária um novo grau da condecoração, sendo então instituído no dia 3 de junho de 1940 o decreto Reichsgesetzblatt I S. 849 que criou a Cruz de Cavaleiro da Cruz de Ferro com Folhas de Carvalho.
Foram criados no dia 28 de setembro de 1941 dois graus da Cruz de Cavaleiro com o decreto Reichsgesetzblatt I S. 613, a Cruz de Cavaleiro da Cruz de Ferro com Folhas de Carvalho e Espadas Ritterkreuz des Eisernen Kreuzes mit Eichenlaub und Schwertern e a Cruz de Cavaleiro da Cruz de Ferro com Folhas de Carvalho, Espadas e Diamantes Ritterkreuz des Eisernen Kreuzes mit Eichenlaub, Schwertern und Brillanten. No final de 1944 o último grau da Cruz de Cavaleiro, a Cruz de Cavaleiro da Cruz de Ferro com Folhas de Carvalho Douradas, Espadas e Diamantes Ritterkreuz des Eisernen Kreuzes mit goldenem Eichenlaub, Schwertern und Brillanten a condecoração foi criada com o decreto Reichsgesetzblatt 1945 I S. 11 de 29 de dezembro de 1944.

## Condecorados
Aqui estão listados 182 condecorados com a Cruz de Cavaleiro da Cruz de Ferro da Wehrmacht e Waffen-SS, cujos sobrenomes se iniciam com a letra "T", estando ordenados em ordem alfabética pelo sobrenome. Destes, 19 foram mais tarde condecorados com a Cruz de Cavaleiro da Cruz de Ferro com Folhas de Carvalho, dois com a Cruz de Cavaleiro da Cruz de Ferro com Folhas de Carvalho e Espadas e um com a Cruz de Cavaleiro da Cruz de Ferro com Folhas de Carvalho, Espadas e diamantes; 20 condecorações foram feitas de maneiro póstuma. Foram condecorados 112 membros do Heer, 47 da Luftwaffe, 14 da Kriegsmarine e 9 da Waffen-SS.
| Nome                           | Serviço      | Patente                                              | Ocupação e unidade | Data de condecoração     | Notas | Imagem |
| ------------------------------ | ------------ | ---------------------------------------------------- | --- | ------------------------ | --- | ------ |
| Franz Tabel                    | Heer         | Feldwebel                                            | Líder de pelotão no 3./Pionier-Bataillon 246                                                                             | 25 de janeiro de 1945    | — | —      |
| Fritz Tadje                    | Heer         | Leutnant                                             | Líder do 2./Sturmgeschütz-Brigade 190                                                                                    | 21 de outubro de 1942    | — | —      |
| Erich Taeger                   | Luftwaffe    | Oberleutnant                                         | Staffelkapitän do 7./Kampfgeschwader 1 "Hindenburg"                                                                      | 2 de outubro de 1942     | — | —      |
| Hermann Tanczos                | Heer         | Unteroffizier                                        | do 4./Artillerie-Regiment 157                                                                                            | 21 de fevereiro de 1944  | — | —      |
| Otto Tange                     | Luftwaffe    | Oberfeldwebel                                        | Piloto no 4./Jagdgeschwader 51 "Mölders"                                                                                 | 19 de março de 1942      | — | —      |
| Walter Tank                    | Heer         | Oberleutnant da reserva                              | Chief do 6./Panzergrenadier-Regiment 3                                                                                   | 24 de setembro de 1942   | — | —      |
| Willi Tanneberger              | Heer         | Oberfeldwebel                                        | Company troop leader do 3./Grenadier-Regiment 156 (motorizado)                                                           | 10 de fevereiro de 1944  | — | —      |
| Karl Tannert                   | Luftwaffe    | Hauptmann                                            | Comandante do III./Fallschirmjäger-Regiment 2                                                                            | 5 de abril de 1944       | — | —      |
| Kurt Tanzer                    | Luftwaffe    | Oberfeldwebel                                        | Piloto no 12./Jagdgeschwader 51 "Mölders"                                                                                | 5 de dezembro de 1943    | — | —      |
| Martin Tappe                   | Waffen-SS    | SS-Obersturmbannführer                               | Comandante do II./SS-Polizei-Panzergrenadier-Regiment 8                                                                  | 28 de março de 1945      | — | —      |
| Walter Tarin                   | Heer         | Major                                                | Líder do Artillerie-Regiment 121                                                                                         | 20 de outubro de 1944    | — | —      |
| Richard Taubert                | Luftwaffe    | Hauptmann                                            | Staffelkapitän do 5.(F)/Aufklärungs-Gruppe 122                                                                           | 16 de novembro de 1942   | — | —      |
| Arno Taulien                   | Heer         | Oberleutnant                                         | Chief do 7./Panzer-Regiment 6                                                                                            | 18 de outubro de 1943    | — | —      |
| Harry Tech                     | Heer         | Hauptmann da reserva                                 | Comandante do Heeres-Artillerie-Abteilung 934 (motorizado)                                                               | 3 de março de 1943       | — | —      |
| Fritz Tegtmeier                | Luftwaffe    | Oberfeldwebel                                        | Piloto no 2./Jagdgeschwader 54                                                                                           | 28 de março de 1944      | — | —      |
| Max-Martin Teichert            | Kriegsmarine | Kapitänleutnant                                      | Comandante do U-456 | 19 de dezembro de 1943*  | Morto em combate 12 de maio de 1943                                                                              | —      |
| Friedrich Teichmann            | Heer         | Leutnant                                             | Platoon leader in Regiments-Nachrichten-Zug/Grenadier-Regiment 712                                                       | 24 de fevereiro de 1945* | Morto em combate 20 de janeiro de 1945                                                                           | —      |
| Waldemar Teige                 | Luftwaffe    | Oberfeldwebel                                        | Piloto no 6./Kampfgeschwader 53                                                                                          | 7 de junho de 1942       | — | —      |
| Eberhard Telkamp               | Waffen-SS    | SS-Sturmbannführer                                   | Comandante do II./SS-Panzer-Regiment 9 "Hohenstaufen"                                                                    | 23 de agosto de 1944     | — | —      |
| Heinrich Telkemeyer            | Heer         | Hauptmann da reserva                                 | Comandante do IV./Artillerie-Regiment 172                                                                                | 28 de outubro de 1944    | — | —      |
| Eugen Tellgmann                | Kriegsmarine | Oberleutnant zur See da reserva                      | Comandante do Vorpostenboot VP-1313 do 13. Vorpostenflottille                                                            | 5 de outubro de 1944     | — | —      |
| Ernst Telschig                 | Heer         | Major da reserva                                     | Comandante do Pionier-Bataillon 187                                                                                      | 8 de agosto de 1944      | — | —      |
| Hans Temming                   | Kriegsmarine | Kapitänleutnant                                      | Comandante do Torpedoboot T-28                                                                                           | 10 de maio de 1945       | — | —      |
| Carl de Temple                 | Heer         | Oberstleutnant                                       | Comandante do Füsilier-Regiment 230                                                                                      | 26 de junho de 1944      | — | —      |
| Hans Tenner                    | Heer         | Hauptmann                                            | Chief do 1./Grenadier-Regiment 487                                                                                       | 24 de abril de 1943*     | Morto em combate 29 de março de 1943                                                                             | —      |
| Werner Tennhardt               | Heer         | Oberleutnant                                         | Adjutant do Infanterie-Regiment 446                                                                                      | 13 de outubro de 1941*   | Morto em combate 11 de outubro de 1941                                                                           | —      |
| Günther Tenschert?             | Heer         | Major                                                | Comandante do II./Festungs-Regiment Mohr (fortaleza de Breslau)                                                          | 28 de abril de 1945      | — | —      |
| Heinrich Terharen              | Heer         | Leutnant da reserva                                  | Líder do 5./Grenadier-Regiment 956                                                                                       | 9 de dezembro de 1944    | — | —      |
| Heinrich Teriete               | Heer         | Leutnant                                             | Líder de pelotão no schwere Panzer-Jäger-Abteilung 653                                                                   | 22 de julho de 1943      | — | —      |
| Hermann Tesch                  | Heer         | Leutnant da reserva                                  | Líder do 11./Grenadier-Regiment 67                                                                                       | 9 de junho de 1944       | — | —      |
| Karl-Heinz Tesch               | Heer         | Stabsgefreiter                                       | Deputy Líder de Grupo no 7./Panzergrenadier-Regiment 26                                                                  | 27 de julho de 1944      | — | —      |
| Georg Teske                    | Luftwaffe    | Major                                                | Gruppenkommandeur do I./Kampfgeschwader 26                                                                               | 31 de outubro de 1944    | — | —      |
| Rudi Tessenow?                 | Heer         | Wachtmeister                                         | do 11./Panzer-Regiment 24                                                                                                | 11 de maio de 1945       | — | —      |
| Ernst Tetsch                   | Waffen-SS    | SS-Sturmbannführer                                   | Comandante do I./SS-Panzer-Regiment 10 "Frundsberg"                                                                      | 28 de março de 1945      | — |        |
| Hans von Tettau+               | Heer         | Generalleutnant                                      | Comandante do 24. Infanterie-Division                                                                                    | 3 de setembro de 1942    | 821. Folhas de Carvalho 5 de abril de 1945                                                                       | —      |
| Heinz Teubel                   | Heer         | Leutnant da reserva                                  | Líder do 2./Grenadier-Regiment 546                                                                                       | 30 de setembro de 1944   | — | —      |
| Alfred Teumer                  | Luftwaffe    | Oberleutnant                                         | Staffelkapitän do 7./Jagdgeschwader 54                                                                                   | 19 de agosto de 1944     | — | —      |
| Hans Teusen                    | Luftwaffe    | Leutnant                                             | Líder de pelotão no 6./Fallschirmjäger-Regiment 2                                                                        | 14 de junho de 1941      | — | —      |
| Adolf Teuwsen                  | Heer         | Obergefreiter                                        | Machine artilheiro do 3./Jäger-Regiment 25 (L)                                                                           | 14 de maio de 1944       | — | —      |
| Andreas Thaler                 | Heer         | Hauptmann                                            | Líder do II./Panzer-Regiment 25                                                                                          | 13 de janeiro de 1944    | — | —      |
| Johann Thaler                  | Waffen-SS    | SS-Unterscharführer                                  | Panzer Motorista no 6./SS-Panzer-Regiment 2 "Das Reich"                                                                  | 14 de agosto de 1943     | — | —      |
| Rudolf Thaler                  | Heer         | Oberjäger                                            | Líder de Grupo no 13./Gebirgsjäger-Regiment 13                                                                           | 9 de dezembro de 1944    | — | —      |
| Hans Theilen                   | Heer         | Leutnant                                             | do 2./Heeres-Küsten-Artillerie-Abteilung 289                                                                             | 22 de abril de 1943      | — | —      |
| Heinrich Theilen               | Heer         | Obergefreiter                                        | Líder de Grupo no 6./Panzergrenadier-Regiment 2                                                                          | 4 de agosto de 1943      | — | —      |
| Franz Theissig                 | Heer         | Unteroffizier                                        | Líder de Grupo no 13./Grenadier-Regiment 32                                                                              | 14 de abril de 1945      | — | —      |
| Johann Thelen                  | Heer         | Oberwachtmeister                                     | Battery officer do 5./Artillerie-Regiment 253                                                                            | 3 de novembro de 1944    | — | —      |
| Armin Thiede                   | Luftwaffe    | Leutnant                                             | Piloto no 7./Sturzkampfgeschwader 2 "Immelmann"                                                                          | 14 de junho de 1941      | — | —      |
| Edwin Thiel                    | Luftwaffe    | Oberleutnant                                         | Staffelführer do 2./Jagdgeschwader 51 "Mölders"                                                                          | 16 de abril de 1943      | — | —      |
| Erich Thiel                    | Luftwaffe    | Oberleutnant                                         | Staffelkapitän do 7./Kampfgeschwader 27 "Boelcke"                                                                        | 23 de julho de 1941      | — | —      |
| Franz Thiel                    | Heer         | Oberfeldwebel                                        | Líder de pelotão no 7./Füsilier-Regiment 22                                                                              | 11 de março de 1945*     | Morto em combate 14 de janeiro de 1945                                                                           | —      |
| Gerhard Thiel                  | Heer         | Rittmeister                                          | Líder do III./Panzer-Regiment 24                                                                                         | 20 de janeiro de 1943    | — | —      |
| Karl Thiel                     | Heer         | Unteroffizier                                        | Gun Líder do 1./Artillerie-Regiment 217                                                                                  | 8 de agosto de 1944      | — | —      |
| Arno Thiele                    | Heer         | Oberleutnant                                         | Líder de Pelotão do 4./Panzer-Regiment 29                                                                                | 24 de setembro de 1942*  | Morreu devido a ferimentos no dia 3 de agosto de 1942                                                            | —      |
| agosto Thiele+                 | Kriegsmarine | Kapitän zur See                                      | Comandante do heavy cruiser "Lützow"                                                                                     | 18 de janeiro de 1941    | 824. Folhas de Carvalho 8 de abril de 1945                                                                       |        |
| Egon Thiem                     | Luftwaffe    | Hauptmann                                            | Staffelkapitän do 5.(S)/Lehrgeschwader 2                                                                                 | 21 de julho de 1940      | — | —      |
| Ernst Thiem                    | Heer         | Oberwachtmeister                                     | Líder de pelotão no 1./Aufklärungs-Abteilung 298                                                                         | 17 de setembro de 1941   | — | —      |
| Karl Thieme+                   | Heer         | Hauptmann                                            | Comandante do I./Panzergrenadier-Regiment 110                                                                            | 30 de outubro de 1943    | 627. Folhas de Carvalho 23 de outubro de 1944 (156.) Espadas 9 de maio de 1945?                                  | —      |
| Heinz Thieme                   | Heer         | Obergefreiter                                        | Richtschütze (artilheiro) do 14.(Panzerjäger)/Grenadier-Regiment 446                                                     | 20 de janeiro de 1944*   | Morreu devido a ferimentos no dia 17 de dezembro de 1943                                                         | —      |
| Helmut Thierfelder             | Heer         | Oberfeldwebel                                        | Líder de pelotão no 6./Panzergrenadier-Regiment 33                                                                       | 2 de setembro de 1944    | — | —      |
| Werner Thierfelder             | Luftwaffe    | Oberleutnant                                         | Staffelkapitän do II./Zerstörergeschwader 26 "Horst Wessel"                                                              | 10 de dezembro de 1941   | — | —      |
| Hans Thiessen?                 | Heer         | Leutnant                                             | Líder do 2./Heeres-Flak-Abteilung "Großdeutschland"                                                                      | 9 de maio de 1945*       | Morto em combate 18 de fevereiro de 1945                                                                         |        |
| Johannes Thörner               | Heer         | Hauptmann                                            | Deputy Líder do III./Jäger-Regiment 738                                                                                  | 11 de julho de 1944      | — | —      |
| Werner Thofern                 | Heer         | Leutnant                                             | Líder de pelotão no 1./Infanterie-Regiment 5 (motorizado)                                                                | 25 de agosto de 1941     | — | —      |
| Walter Thom                    | Heer         | Obergefreiter                                        | Líder de armas do 14.(Panzerjäger)/Grenadier-Regiment 7                                                                  | 23 de outubro de 1944*   | Morreu devido a ferimentos no dia 22 de outubro de 1944                                                          | —      |
| Heinrich Thoma                 | Heer         | Generalmajor                                         | Comandante do Infanterie-Regiment 519                                                                                    | 27 de outubro de 1941    | — | —      |
| Helmut Thoma                   | Heer         | Oberleutnant                                         | Chief do 9./Artillerie-Regiment 119                                                                                      | 3 de maio de 1942        | — |        |
| Kurt Thoma                     | Kriegsmarine | Korvettenkapitän                                     | Chief do 2. Minensuchflottille                                                                                           | 6 de outubro de 1940     | — |        |
| Wilhelm Ritter von Thoma       | Heer         | Generalmajor                                         | Comandante da 20. Panzer-Division                                                                                        | 31 de dezembro de 1941   | — |        |
| Dr. rer. pol. Adolf Thomae     | Heer         | Hauptmann da reserva                                 | Comandante do II./Grenadier-Regiment 980                                                                                 | 24 de fevereiro de 1945  | — | —      |
| Wolfgang Thomale               | Heer         | Oberstleutnant                                       | Comandante do Panzer-Regiment 27                                                                                         | 10 de fevereiro de 1942  | — | —      |
| Karl-Anton Thomas              | Luftwaffe    | Oberfeuerwerker                                      | no Sprengkommando der Luftwaffe em Münster                                                                               | 21 de abril de 1945      | — | —      |
| Wilhelm Thomas                 | Heer         | Oberst                                               | Comandante do Infanterie-Regiment 71 (motorizado)                                                                        | 13 de outubro de 1941    | — | —      |
| Siegfried Thomaschki+          | Heer         | Generalmajor                                         | Comandante do 11. Infanterie-Division                                                                                    | 1 de novembro de 1942    | 299. Folhas de Carvalho 11 de setembro de 1943                                                                   | —      |
| Dr. Ernst-Heinrich Thomsen     | Luftwaffe    | Major                                                | Gruppenkommandeur do III./Kampfgeschwader 26                                                                             | 24 de outubro de 1944    | — | —      |
| Rolf Thomsen+                  | Kriegsmarine | Kapitänleutnant                                      | Comandante do U-1202 | 4 de janeiro de 1945     | (852.) Folhas de Carvalho 29 de abril de 1945                                                                    | —      |
| Hans Thor                      | Luftwaffe    | Hauptmann                                            | Comandante do I./Fallschirm-Panzergrenadier-Regiment 2 "Hermann Göring"                                                  | 30 de setembro de 1944*  | Morto em combate 26 de junho de 1944                                                                             | —      |
| Andreas Thorey+                | Heer         | Oberleutnant                                         | Líder de esquadrão no Aufklärungs-Abteilung 94                                                                           | 14 de setembro de 1942   | 349. Folhas de Carvalho 7 de dezembro de 1943                                                                    | —      |
| Viktor Thormählen              | Heer         | Oberleutnant                                         | Chief do 2./Kavallerie-Regiment "Nord"                                                                                   | 12 de março de 1944*     | Morto em combate 16 de janeiro de 1944                                                                           | —      |
| Friedrich-Wilhelm Thorwest     | Kriegsmarine | Korvettenkapitän da reserva                          | Chief do 2. Geleitflottille "Adria"                                                                                      | 5 de novembro de 1944*   | Morto em combate 1 de novembro de 1944                                                                           | —      |
| Werner Thoß                    | Luftwaffe    | Oberleutnant                                         | Staffelkapitän do 4./Kampfgeschwader 55                                                                                  | 29 de outubro de 1944    | — | —      |
| Heinrich Thünemann             | Heer         | Major                                                | Comandante do Panzer-Pionier-Bataillon 79                                                                                | 14 de maio de 1944       | — | —      |
| Karl Freiherr von Thüngen?     | Heer         | Generalleutnant                                      | Comandante da 18. Panzer-Division                                                                                        | 6 de abril de 1943       | — | —      |
| Willi Thulke+                  | Heer         | Oberleutnant da reserva                              | Chief do 6./Grenadier-Regiment 501                                                                                       | 7 de janeiro de 1943     | 424. Folhas de Carvalho 13 de março de 1944                                                                      | —      |
| Jakob Thumann                  | Heer         | Hauptmann                                            | Líder do II./Grenadier-Regiment 351                                                                                      | 29 de agosto de 1943     | — | —      |
| Georg Thumbeck                 | Heer         | Obergefreiter                                        | Líder de Grupo no 10./Grenadier-Regiment 60 (motorizado)                                                                 | 12 de novembro de 1943   | — | —      |
| Helmut Thumm+                  | Heer         | Oberstleutnant                                       | Comandante do Infanterie-Regiment 56                                                                                     | 30 de junho de 1941      | 166. Folhas de Carvalho 23 de dezembro de 1942                                                                   | —      |
| Eberhard Thunert               | Heer         | Generalmajor                                         | Comandante do 1. Panzer-Division                                                                                         | 1 de fevereiro de 1945   | — |        |
| Karl Thurmann                  | Kriegsmarine | Korvettenkapitän                                     | Comandante do U-553 | 24 de agosto de 1942     | — | —      |
| Hans Thurner+                  | Luftwaffe    | Leutnant                                             | Piloto no III./Kampfgeschwader 55                                                                                        | 6 de agosto de 1941      | 587. Folhas de Carvalho 17 de setembro de 1944                                                                   | —      |
| Josef Thurnhuber               | Luftwaffe    | Leutnant                                             | Piloto no I./Kampfgeschwader 200                                                                                         | 12 de março de 1945      | — | —      |
| Gerhard Thyben+                | Luftwaffe    | Oberleutnant                                         | Staffelkapitän do 7./Jagdgeschwader 54                                                                                   | 6 de dezembro de 1944    | 822. Folhas de Carvalho 8 de abril de 1945                                                                       |        |
| Hans Thylmann                  | Heer         | Major                                                | Comandante do I./Panzergrenadier-Regiment 26                                                                             | 18 de fevereiro de 1945  | — | —      |
| Ernst Tiburzy                  | Volkssturm   | Volkssturmmann (com uma patente equivalente a Major) | Líder de batalhão do Volkssturm-Bataillon 25/82 do fortaleza de Königsberg                                               | 10 de fevereiro de 1945  | — | —      |
| Ekkehard Tichy                 | Luftwaffe    | Oberleutnant                                         | Staffelkapitän do 9.(Sturm)/Jagdgeschwader 3 "Udet"                                                                      | 14 de janeiro de 1945*   | Morto em combate 16 de agosto de 1944                                                                            | —      |
| Werner Tiedtke                 | Heer         | Leutnant                                             | Líder do 2./Artillerie-Regiment 349                                                                                      | 5 de abril de 1945       | — | —      |
| Arthur Tiefensee               | Heer         | Leutnant                                             | Líder do 7./Grenadier-Regiment 43                                                                                        | 3 de agosto de 1944      | — | —      |
| Otto Tiemann                   | Heer         | Generalleutnant                                      | Comandante do 93. Infanterie-Division                                                                                    | 28 de abril de 1943      | — | —      |
| Kurt Tiesler                   | Heer         | Oberstleutnant da reserva                            | Comandante do Jäger-Regiment 38                                                                                          | 16 de abril de 1944      | — | —      |
| Hans-Dietrich von Tiesenhausen | Kriegsmarine | Kapitänleutnant                                      | Comandante do U-331 | 27 de janeiro de 1942    | — | —      |
| [Dr.] Cord Tietjen             | Luftwaffe    | Leutnant                                             | Líder de pelotão no 5./Fallschirmjäger-Regiment 1                                                                        | 24 de maio de 1940       | — | —      |
| Hermann Tietz                  | Heer         | Hauptmann                                            | Comandante do II./Artillerie-Regiment 240                                                                                | 27 de julho de 1944      | — | —      |
| Horst Tietzen                  | Luftwaffe    | Hauptmann                                            | Staffelkapitän do 5./Jagdgeschwader 51                                                                                   | 20 de agosto de 1940*    | Morto em combate 18 de agosto de 1940                                                                            | —      |
| Bruno Tilebein                 | Luftwaffe    | Oberleutnant                                         | Observer e Staffel officer do 8./Kampfgeschwader 4 "General Wever"                                                       | 9 de outubro de 1943     | — | —      |
| Herbert Tilgner                | Heer         | Oberleutnant da reserva                              | Chief do 2./Panzer-Jäger-Abteilung 61                                                                                    | 18 de dezembro de 1944   | — | —      |
| Walter Tigner                  | Heer         | Major da reserva                                     | Battalion commander do Regiment "Mohr" do fortaleza de Breslau (Comandante do Jäger-Ersatz und Ausbildungs Bataillon 49) | 9 de abril de 1945       | — | —      |
| Johannes Tillmann              | Heer         | Leutnant da reserva                                  | Líder do 10./Grenadier-Regiment 183                                                                                      | 2 de janeiro de 1943     | — | —      |
| [Dr.] Wido Tilmann             | Heer         | Leutnant                                             | Líder de pelotão no 2./Pionier-Bataillon 297                                                                             | 22 de dezembro de 1941   | — | —      |
| Erich Timm                     | Luftwaffe    | Major                                                | Comandante do Fallschirmjäger-Regiment 12                                                                                | 3 de outubro de 1944     | — | —      |
| Heinrich Timm                  | Kriegsmarine | Korvettenkapitän                                     | Comandante do U-862 | 17 de setembro de 1944   | — | —      |
| Heinz Timpe?                   | Heer         | Leutnant                                             | Chief do 1./Sturmgeschütz-Brigade 300 (F)                                                                                | 7 de maio de 1945        | — | —      |
| Adolf-Hilmar von Tippelskirch  | Heer         | Oberleutnant                                         | Chief do 1./Artillerie-Regiment 3 (motorizado)                                                                           | 29 de setembro de 1941   | — | —      |
| Kurt von Tippelskirch+         | Heer         | Generalleutnant                                      | Comandante do 30. Infanterie-Division                                                                                    | 23 de novembro de 1941   | 539. Folhas de Carvalho 30 de julho de 1944                                                                      | —      |
| Herbert Tischendorf            | Heer         | Hauptmann                                            | Chief de Companhia no schwere Panzer-Abteilung 509                                                                       | 11 de março de 1945      | — | —      |
| Kurt Tischer                   | Heer         | Gefreiter                                            | Machine artilheiro in Divisions-Füsilier-Bataillon 320                                                                   | 15 de junho de 1944      | — | —      |
| Georg Titel                    | Heer         | Oberfeldwebel                                        | Líder de tropas do 2./Grenadier-Regiment 757                                                                             | 31 de janeiro de 1945    | — | —      |
| Alfred Titschkus               | Waffen-SS    | SS-Unterscharführer                                  | Líder de Grupo no 3./SS-Panzer-Aufklärungs-Abteilung 3 "Totenkopf"                                                       | 11 de dezembro de 1944   | — | —      |
| Rolf Tittel                    | Heer         | Feldwebel                                            | Líder de pelotão no 3./Grenadier-Regiment 31                                                                             | 23 de agosto de 1944     | — | —      |
| Heinz-Eduard Tödt              | Heer         | Oberleutnant da reserva                              | Chief do 1./Artillerie-Regiment 66                                                                                       | 2 de setembro de 1944    | — | —      |
| Werner Töniges+                | Kriegsmarine | Oberleutnant zur See                                 | Comandante do Schnellboot S-102 do 1. Schnellbootflottille                                                               | 25 de fevereiro de 1941  | 143. Folhas de Carvalho 13 de novembro de 1942                                                                   | —      |
| Hermann Tönnjes                | Heer         | Oberfähnrich                                         | Aide-de-camp do I./Grenadier-Regiment 255                                                                                | 20 de abril de 1944      | — | —      |
| Hans Töpfer                    | Luftwaffe    | Oberleutnant                                         | Staffelkapitän do 1./Schlachtgeschwader 3                                                                                | 20 de julho de 1944      | — | —      |
| Otto Toll                      | Heer         | Leutnant da reserva                                  | Líder de pelotão no Pionier-Bataillon 200                                                                                | 10 de junho de 1941      | — | —      |
| Theodor Tolsdorff+             | Heer         | Oberleutnant                                         | Chief do 14./Infanterie-Regiment 22                                                                                      | 4 de dezembro de 1941    | 302. Folhas de Carvalho 15 de setembro de 1943 80. Espadas 18 de julho de 1944 25. Diamantes 18 de março de 1945 | —      |
| Günther Tonne+                 | Luftwaffe    | Oberleutnant                                         | Piloto no I./Schnellkampfgeschwader 210                                                                                  | 5 de outubro de 1941     | 632. Folhas de Carvalho 24 de outubro de 1944                                                                    | —      |
| Wolfgang Tonne+                | Luftwaffe    | Oberleutnant                                         | Staffelkapitän do 3./Jagdgeschwader 53                                                                                   | 6 de setembro de 1942    | 128. Folhas de Carvalho 24 de setembro de 1942                                                                   | —      |
| Erich Topp+                    | Kriegsmarine | Oberleutnant zur See                                 | Comandante do U-552 | 20 de junho de 1941      | 87. Folhas de Carvalho 11 de abril de 1942 17. Espadas 17 de agosto de 1942                                      |        |
| Karl Torley+                   | Heer         | Oberleutnant                                         | Chief do 2./Infanterie-Regiment 60 (motorizado)                                                                          | 23 de novembro de 1941   | 132. Folhas de Carvalho 11 de outubro de 1942                                                                    | —      |
| Gottfried Tornau               | Heer         | Hauptmann                                            | Líder do Sturmartillerie-Brigade do Führer-Grenadier-Division "Großdeutschland"                                          | 5 de março de 1945       | — | —      |
| Rudolf Toschka                 | Luftwaffe    | Oberleutnant                                         | Líder de pelotão no 1./Fallschirmjäger-Sturm-Regiment 1                                                                  | 14 de junho de 1941      | — |        |
| Ewald Tost                     | Heer         | Oberfeldwebel                                        | Líder de pelotão no 1./Grenadier-Regiment 507                                                                            | 27 de agosto de 1944     | — | —      |
| Paul Trabandt                  | Waffen-SS    | SS-Hauptscharführer                                  | Líder de pelotão no 2./SS-Panzer-Jäger-Abteilung 5 "Wiking"                                                              | 14 de outubro de 1943    | — | —      |
| Wilhelm Trabandt               | Waffen-SS    | SS-Standartenführer                                  | Líder do 1. SS-Infanterie-Brigade (motorizado)                                                                           | 6 de janeiro de 1944     | — | —      |
| Willy Traber                   | Heer         | Oberleutnant                                         | Líder do I./Grenadier-Regiment 309                                                                                       | 23 de março de 1945      | — | —      |
| Josef Trägner                  | Heer         | Wachtmeister                                         | Líder de armas do 1./Sturmgeschütz-Abteilung 667                                                                         | 23 de agosto de 1943     | — | —      |
| Eduard Tratt+                  | Luftwaffe    | Oberleutnant                                         | Piloto no I./Zerstörergeschwader 1                                                                                       | 12 de abril de 1942      | 437. Folhas de Carvalho 26 de março de 1944                                                                      | —      |
| Hans Traupe                    | Waffen-SS    | SS-Sturmbannführer e Major do Schutzpolizei          | Comandante do I./SS-Polizei-Grenadier-Regiment 3                                                                         | 23 de fevereiro de 1944  | — | —      |
| Josef Trausnitz                | Heer         | Oberfeldwebel                                        | do 3./Ski-Pionier-Bataillon 85                                                                                           | 3 de novembro de 1944    | — | —      |
| Hans Traut+                    | Heer         | Oberstleutnant                                       | Comandante do I./Infanterie-Regiment 90                                                                                  | 5 de agosto de 1940      | 67. Folhas de Carvalho 23 de janeiro de 1942                                                                     | —      |
| Hannes Trautloft               | Luftwaffe    | Major                                                | Geschwaderkommodore of Jagdgeschwader 54                                                                                 | 27 de julho de 1941      | — | —      |
| Karl Trautmann                 | Heer         | Oberst                                               | Comandante do Füsilier-Regiment 22                                                                                       | 17 de março de 1945      | — | —      |
| Heinz Trautwein                | Kriegsmarine | Oberleutnant zur See da reserva                      | Comandante do U-Jäger 202                                                                                                | 5 de novembro de 1944*   | Morto em combate 1 de novembro de 1944                                                                           | —      |
| Horst Trebes                   | Luftwaffe    | Oberleutnant                                         | Líder do III./Fallschirmjäger-Sturm-Regiment                                                                             | 9 de julho de 1941       | — | —      |
| Wilhelm Treckmann              | Heer         | Hauptmann                                            | Comandante do II./Grenadier-Regiment 53                                                                                  | 4 de maio de 1944        | — | —      |
| Dr. Egon Treeck                | Heer         | Major                                                | Comandante do II./Gebirgsjäger-Regiment 85                                                                               | 8 de agosto de 1941      | — | —      |
| Franz Treffer                  | Heer         | Oberleutnant da reserva                              | Chief do 5./Infanterie-Regiment 20 (motorizado)                                                                          | 23 de agosto de 1941*    | Morto em combate 10 de agosto de 1941                                                                            | —      |
| Hannes (Johann) Trenke         | Luftwaffe    | Fahnenjunker-Feldwebel                               | Piloto no 6./Kampfgeschwader 1 "Hindenburg"                                                                              | 5 de setembro de 1944    | — | —      |
| Rudolf Trenkel                 | Luftwaffe    | Oberfeldwebel                                        | Piloto no 2./Jagdgeschwader 52                                                                                           | 19 de agosto de 1943     | — | —      |
| Friedhelm Trenkmann            | Heer         | Unteroffizier                                        | Líder de pelotão no 7./Grenadier-Regiment 365                                                                            | 21 de setembro de 1944*  | Morreu devido a ferimentos no dia 17 de setembro de 1944                                                         | —      |
| Rudolf Trenn                   | Luftwaffe    | Oberleutnant                                         | Staffelkapitän do 8./Schlachtgeschwader 77                                                                               | 25 de maio de 1943*      | Morto em acidente aereo no dia 16 de abril de 1943                                                               | —      |
| Max Treptau                    | Heer         | Gefreiter                                            | Pioneer do 3./Panzer-Pionier-Bataillon 86                                                                                | 11 de março de 1945      | — | —      |
| Joachim von Tresckow           | Heer         | Generalleutnant                                      | Comandante do 18. Luftwaffen-Feld-Division                                                                               | 19 de setembro de 1944   | — | —      |
| Heinrich Trettner+             | Luftwaffe    | Major im Generalstab (do General Staff)              | Ia (oficial de operações) do 7. Fliegerdivision                                                                          | 24 de maio de 1940       | 586. Folhas de Carvalho 17 de setembro de 1944                                                                   |        |
| Werner Trey                    | Heer         | Hauptmann                                            | Comandante do I./Grenadier-Regiment 1058                                                                                 | 12 de dezembro de 1944   | — | —      |
| Günther Tribukait              | Heer         | Major                                                | Comandante do Jäger-Bataillon 5                                                                                          | 8 de fevereiro de 1943   | — | —      |
| Theodor Triebe                 | Luftwaffe    | Hauptmann                                            | Chief do 3./Flak-Regiment 7 (motorizado)                                                                                 | 18 de dezembro de 1941   | — | —      |
| Wolf-Günther Trierenberg       | Heer         | Generalleutnant                                      | Comandante da 167. Infanterie-Division                                                                                   | 10 de maio de 1943       | — |        |
| Otto Trinko                    | Heer         | Feldwebel                                            | do 4.(MG)/Grenadier-Regiment 577                                                                                         | 30 de abril de 1945      | — | —      |
| Kurt Trippensee                | Heer         | Oberfeldwebel                                        | Líder de pelotão no 7./Gebirgsjäger-Regiment 144                                                                         | 2 de abril de 1943*      | Morto em combate 16 de fevereiro de 1943                                                                         | —      |
| Willy Tritsch                  | Luftwaffe    | Feldwebel                                            | Piloto no 1./Schlachtgeschwader 1                                                                                        | 23 de dezembro de 1942   | — | —      |
| Rudolf Trittel+                | Heer         | Major                                                | Comandante do III./Grenadier-Regiment 479                                                                                | 14 de agosto de 1943     | 799. Folhas de Carvalho 23 de março de 1945                                                                      | —      |
| Hans Tröger                    | Heer         | Generalmajor                                         | Líder do 17. Panzer-Division                                                                                             | 4 de maio de 1944        | — | —      |
| Rudolf Tröger                  | Heer         | Oberfeldwebel                                        | Aide-de-camp do II./Grenadier-Regiment 102                                                                               | 17 de abril de 1945      | — | —      |
| Hans-Hartwig Trojer            | Kriegsmarine | Oberleutnant zur See                                 | Comandante do U-221 | 24 de março de 1943      | — | —      |
| Heinrich Tromm                 | Heer         | Oberstleutnant                                       | Comandante do Infanterie-Regiment 411                                                                                    | 15 de novembro de 1941   | — | —      |
| Friedrich Trompeter            | Heer         | Oberst                                               | Deputy Líder do 305. Infanterie-Division                                                                                 | 21 de janeiro de 1945    | — | —      |
| Louis Tronnier                 | Heer         | Oberst                                               | Comandante do Grenadier-Regiment 70                                                                                      | 28 de novembro de 1942   | — | —      |
| Ewald-Günther Trost            | Luftwaffe    | Hauptmann                                            | Staffelkapitän do 12./Kampfgeschwader 26                                                                                 | 12 de novembro de 1943   | — | —      |
| Herbert Trotz                  | Luftwaffe    | Hauptmann                                            | Comandante do Festungs-Bataillon "Trotz" da fortaleza de Breslau (Comandante do II./Fallschirmjäger-Regiment 26)         | 30 de abril de 1945      | — | —      |
| Adolf Trowitz                  | Heer         | Generalmajor                                         | Comandante da 57. Infanterie-Division                                                                                    | 21 de fevereiro de 1944  | — | —      |
| Hans Trummer                   | Luftwaffe    | Feldwebel                                            | Operador de rádio do 1./Schlachtgeschwader 5                                                                             | 4 de maio de 1944        | — | —      |
| Rolf Truxa                     | Heer         | Oberleutnant                                         | Líder do 2./Sturmgeschütz-Abteilung 190                                                                                  | 17 de dezembro de 1943   | — | —      |
| Willy Tscherning               | Luftwaffe    | Oberfeldwebel                                        | Aerial radio operator do 9./Kampfgeschwader 1 "Hindenburg"                                                               | 18 de novembro de 1944   | — | —      |
| Gerhard Tschierschwitz         | Luftwaffe    | Oberleutnant                                         | Chief do 2./Fallschirm-Panzer-Regiment "Hermann Göring"                                                                  | 6 de dezembro de 1944    | — | —      |
| Philipp-Karl Tschoerner        | Luftwaffe    | Oberleutnant                                         | Observador e comandande de aeronave do 5.(H)/Aufklärungs-Gruppe 41                                                       | 20 de julho de 1944*     | Morto em combate 11 de junho de 1944                                                                             | —      |
| Gerhard Türke                  | Heer         | Oberleutnant da reserva                              | Chief do 3./Infanterie-Regiment 29 (motorizado)                                                                          | 17 de dezembro de 1942   | — | —      |
| Herbert Tulodetzki             | Heer         | Oberfeldwebel                                        | Líder do 2./Grenadier-Regiment 407                                                                                       | 5 de novembro de 1944    | — | —      |
| Heinrich Tummer                | Heer         | Obergefreiter                                        | Schütze 1 do 13./Grenadier-Regiment 19 "List"                                                                            | 18 de novembro de 1944   | — | —      |
| Alois Twillemeier              | Heer         | Gefreiter                                            | Mensageiro Krad do Stab do Füsilier-Bataillon (A.A.) 81                                                                  | 15 de março de 1944      | — | —      |
| Christian Tychsen+             | Waffen-SS    | SS-Sturmbannführer                                   | Comandante do II./SS-Panzer-Regiment 2 "Das Reich"                                                                       | 31 de março de 1943      | 353. Folhas de Carvalho 10 de dezembro de 1943                                                                   |        |
| Rudolf von Tycowicz            | Heer         | Oberst                                               | Comandante do Grenadier-Regiment 407                                                                                     | 2 de setembro de 1944    | — | —      |
| Alfred Tykiel                  | Heer         | Oberfeldwebel                                        | Líder de pelotão no 6./Schützen-Regiment 10                                                                              | 6 de agosto de 1941      | — | —      |
| Georg Tyroller                 | Luftwaffe    | Oberstleutnant                                       | Comandante do leichte Flak-Abteilung 84 (motorizado) e Líder do a Kampfgruppe                                            | 23 de dezembro de 1942   | — | —      |